# Wohn- und Wirtschaftsgebäude Am Bruch 7

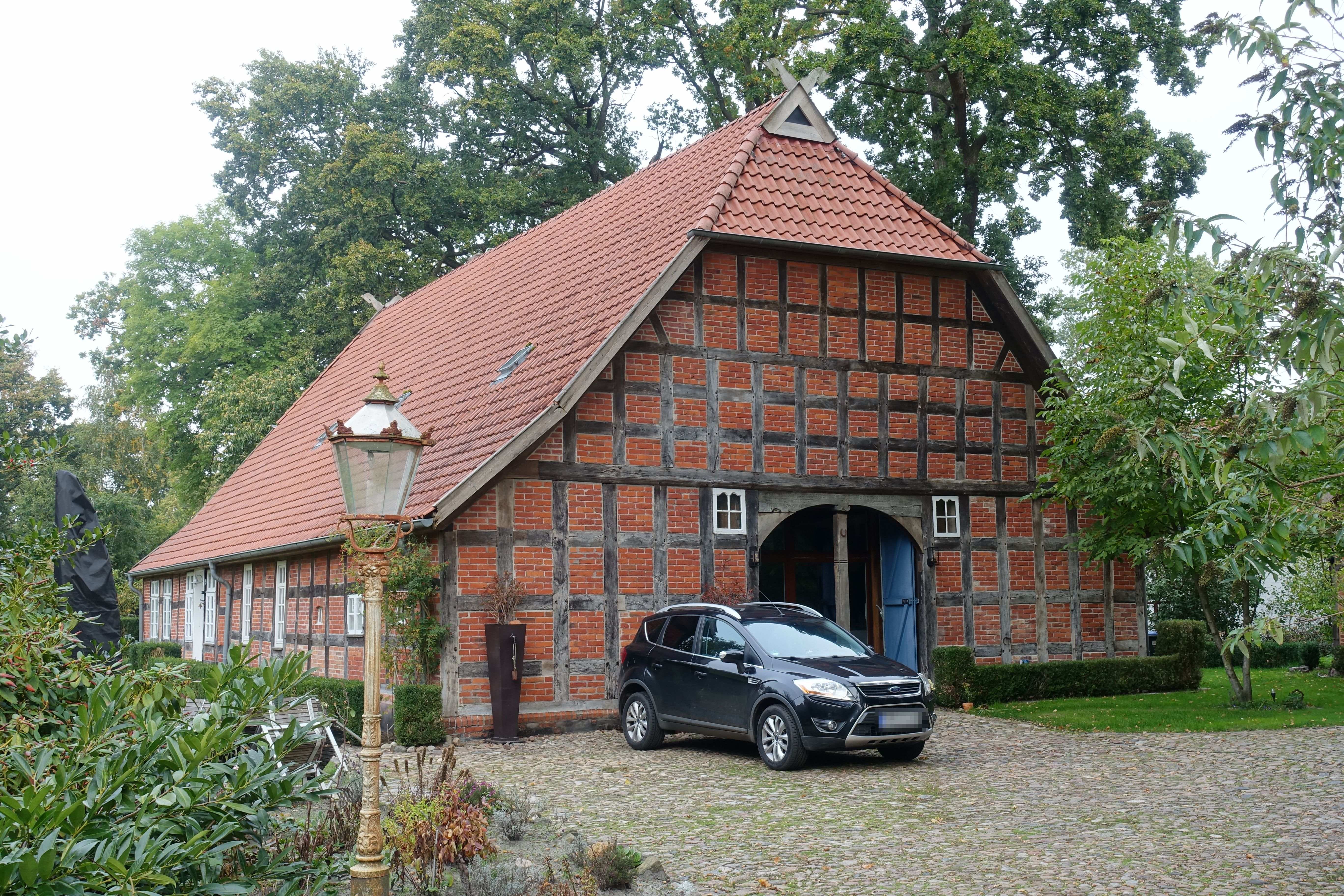
Südwest- und Südostfassade (2022)

Das Wohn- und Wirtschaftsgebäude Am Bruch 7 an einem Stichweg in der niedersächsischen Gemeinde Hellwege wurde zum Ende des 18. Jahrhunderts gebaut. Aktuell (2025) wird es zum Wohnen genutzt.
Das Gebäude steht unter Denkmalschutz (siehe auch Liste der Baudenkmale in Hellwege).

## Geschichte und Beschreibung
Hellwege wurde 1275 erstmals urkundlich erwähnt. Es gehört zur heutigen Samtgemeinde Sottrum im Landkreis Rotenburg (Wümme).
Das eingeschossige giebelständige Zweiständer-Hallenhaus in Fachwerk mit Steinausfachungen, ziegelgedecktem Krüppelwalmdach, Niedersachsengiebel mit Uhlenloch, Pferdeköpfen und Grooter Door mit Rundbogen, wurde 1798 (Inschrift) gebaut. Auch das alte Plaster vom Hof blieb erhalten.
Das Landesdenkmalamt befand u. a.: „… ein regionstypisches Hallenhaus der Zeit um 1800 in Zweiständerkonstruktion ….“